# 格仁错
格仁错（藏語：སྐེ་རིང་མཚོ，威利转写：ske ring mtsho，THL：Kering Tso）位于西藏那曲市申扎县境内，地处申扎县西部，冈底斯山北麓，康巴多钦山南麓，湖面海拔4650米，面积475.9平方公里。湖泊形状呈东北－西南走向的长条状。湖水主要依靠东南岸入湖的申扎臧布和西南岸入湖的巴汝臧布补给，湖水经西北部的加虾臧布注入孜桂错。湖区属高寒草原半干旱气候，年均降水量200～300毫米左右，年均气温0℃。